# Huracán Félix (1995)
El huracán Félix causó un grave erosión costera a lo largo de la costa este de los Estados Unidos en agosto de 1995. Félix también fue el huracán más fuerte en el océano Atlántico desde el huracán Andrew en 1992. El séptimo ciclón tropical, la sexta tormenta nombrada y el tercer huracán de la temporada de huracanes del Atlántico de 1995, Félix se desarrolló a partir de una onda tropical en el océano Atlántico oriental el 8 de agosto y se intensificó lentamente, alcanzando la categoría de huracán el 11 de agosto. En condiciones favorables, Félix comenzó a profundizarse rápidamente mientras se curvaba hacia el noroeste. A última hora del 12 de agosto, Félix alcanzó su punto máximo como un huracán de categoría 4 de baja intensidad. Sin embargo, pronto se debilitó rápidamente a un huracán de categoría 1. Menos de tres días después, Félix pasó a solo 120 km (75 mi) al sureste de Bermudas. Aunque también representaba una amenaza para la costa este de los Estados Unidos, Félix curvó hacia el norte y luego hacia el este-noreste mientras se mantenía mar adentro, evitando así tocar tierra. Félix volvió a amenazar brevemente a Bermudas, pero se debilitó a tormenta tropical y giró hacia el noreste el 20 de agosto. Aceleró hacia el este-noreste y pasó a poca distancia de la costa de Terranova, donde Félix se transformó en tormenta extratropical el 22 de agosto.
Grandes olas en Puerto Rico causaron inundaciones costeras menores en Cataño. Vientos con fuerza cercana a un huracán en Bermudas derribaron árboles y cables eléctricos, dejando a 20.000 personas sin electricidad. El fuerte oleaje en la isla dañó algunas embarcaciones y hoteles. Además, el paso de Félix pospuso el referéndum de independencia de Bermudas de 1995. Las grandes olas producidas por la tormenta afectaron casi toda la costa este de Estados Unidos. En Nueva York, dos casas fueron arrasadas en los Hamptons y dos embarcaciones volcaron en Maine. A su paso al sureste de Terranova, Félix produjo lluvias moderadas y grandes olas en toda la isla, aunque los daños fueron mínimos. En total, Félix causó nueve muertes por ahogamiento en las costas de Rhode Island, Nueva Jersey y Carolina del Norte. La tormenta causó daños por aproximadamente 2,5 millones de dólares  en Bermudas, mientras que el mar embravecido produjo pérdidas por unos 132.000 dólares a lo largo de la costa de Estados Unidos.

## Historia meteorológica
Una onda tropical salió de la costa oeste de África el 6 de agosto de 1995 y rápidamente mostró indicios de una circulación en desarrollo. Tras un aumento de la convección, o tormentas eléctricas, el Centro Nacional de Huracanes (NHC) clasificó el sistema como depresión tropical Siete a las 00:00 UTC del 8 de agosto, a unos 740 km (460 mi) al oeste-suroeste de las islas de Cabo Verde. Con una fuerte dorsal al norte, la depresión naciente se desplazó en general hacia el oeste-noroeste, y la combinación de condiciones favorables en niveles superiores y temperaturas cálidas de la superficie del mar permitió una intensificación gradual. Unas 18 horas después de su formación, el Centro Nacional de Huracanes (NHC) la elevó a tormenta tropical Félix. Para el 9 de agosto, la tormenta había desarrollado una gran área de convección con salida asociada. Después de continuar intensificándose lentamente, Félix se convirtió en huracán a primera hora del 11 de agosto a unos 925 kilómetros al este de las Antillas Menores.
Poco después de convertirse en huracán, Félix desarrolló un ojo bien definido a medida que los cazadores de huracanes comenzaban a investigar la tormenta. A partir de las 12:00 UTC del 11 de agosto, el huracán comenzó a profundizarse rápidamente y, al día siguiente, se observaron paredes concéntricas en el ojo, indicativas de una tormenta fuerte. El 12 de agosto, los cazahuracanes observaron vientos a nivel de vuelo de 264 km/h (164 mph), lo que sugiere vientos máximos en superficie de 220 km/h (140 mph). En ese momento, Félix se encontraba al norte de las Antillas Menores, desplazándose hacia el nornoroeste debido a la aproximación de una vaguada que debilitaba la dorsal. Tras los vientos máximos, Félix se debilitó debido a una cizalladura del viento más intensa y a su ciclo de reemplazo de la pared del ojo. El ojo se volvió borroso y se abrió el 13 de agosto, y para el 14 de agosto se convirtió en un huracán de mínima intensidad con un núcleo interno amplio. A última hora del 14 de agosto, el huracán Félix viró más hacia el oeste-noroeste, después de que la vaguada que lo había traído previamente hacia el norte se dividiera en dos zonas de energía, una hacia el sur y la otra hacia el noreste. El 15 de agosto, el huracán pasó a unos 120 km (75 mi) al sur de Bermudas, y se preveía que la formación de una dorsal le permitiera a Félix continuar su trayectoria hacia Carolina del Norte.
A partir del 15 de agosto, el Centro Nacional de Huracanes (NHC) comenzó a pronosticar que el huracán tocaría tierra en los Outer Banks de Carolina del Norte dentro de dos días. A primera hora del 16 de agosto, el ojo se definió mejor, aunque su característica disminuyó en pocas horas y el Centro Nacional de Huracanes (NHC) estuvo a punto de degradar a Félix a la categoría de tormenta tropical. Una ruptura en la dorsal permitió a Felix virar hacia el norte, acercándolo a unos 250 km (150 mi) al este de los Outer Banks. Una vaguada que se aproximaba desvió el huracán hacia el noreste, y al principio existía incertidumbre sobre si Felix volvería al oeste o haría una curva hacia el noreste. Durante este tiempo, el sistema se mantuvo como un huracán de intensidad mínima, con un ojo grande de entre 95 y 130 km (60 y 80 millas) de diámetro, pero con una convección débil debido al aire más frío. Después de que la vaguada que giró a Félix hacia el este-noreste lo desviara hacia el norte, el huracán giró hacia el sureste, describiendo un pequeño círculo al noroeste de Bermudas. El 20 de agosto, Félix se debilitó por debajo de la intensidad de un huracán por primera vez en nueve días, debido al enfriamiento de las aguas y al aumento de la cizalladura del viento. Para entonces, la convección se había alejado del centro y otra vaguada atrajo la tormenta hacia el noreste. Al pasar al este de Terranova el 22 de agosto, Félix se volvió extratropical. Los remanentes continuaron hacia el noreste, pasando finalmente al norte del Reino Unido el 25 de agosto.

## Preparativos

### Bermudas
Mientras Félix se acercaba a su intensidad máxima el 12 de agosto, las autoridades de Bermudas emitieron una alerta de huracán para la isla. Al día siguiente se añadió una alerta de tormenta tropical, que se elevó a alerta de huracán el 14 de agosto. Las alertas se degradaron a alerta de tormenta tropical y posteriormente se suspendieron después de que el huracán sobrevolara la isla. Posteriormente, el 19 de agosto, al final de la duración de Félix, se emitió una alerta de tormenta tropical para Bermudas, mientras se desplazaba a la deriva frente a la costa este de Estados Unidos. La amenaza de la tormenta provocó la cancelación de vuelos hacia y desde la isla.

### Estados Unidos
Los pronósticos iniciales predijeron que tocaría tierra en los Outer Banks de Carolina del Norte, con vientos de 160 km/h (100 mph); sin embargo, estos pronósticos se hicieron con gran incertidumbre. Mientras Félix aún estaba cerca de Bermudas el 15 de agosto, el Centro Nacional de Huracanes (NHC) emitió alertas de huracán para el este de Estados Unidos desde Little River, Carolina del Sur, hasta Chincoteague, Virginia, incluyendo Pamlico Sound, Albemarle Sound y partes del sur de la bahía de Chesapeake. También se emitieron alertas de tormenta tropical desde Chincoteague hasta cerca de Manasquan, Nueva Jersey, incluyendo las bahías de Chesapeake y Delaware. Las alertas y alertas permanecieron vigentes hasta el 18 de agosto. A pesar de que no tocó tierra, el Centro Nacional de Huracanes (NHC) consideró que las alertas y alertas eran apropiadas debido a la trayectoria proyectada.
La amenaza de la tormenta provocó que las autoridades emitieran órdenes de evacuación para los Outer Banks de Carolina del Norte, y alrededor de 200.000 personas abandonaron la cadena de islas, incluidas 125.000 en el condado de Dare. Se cancelaron las órdenes de evacuación y se cerraron los refugios a medida que la tormenta se alejaba. Se estimó que la pérdida de ingresos por turismo fue de 1,2 millones de dólares sólo en el condado de Currituck, y la pérdida de ingresos de las empresas de los Outer Banks se estimó en 4 millones de dólares (USD de 1995) por día durante las evacuaciones. Algunas personas en Virginia Beach, Virginia, también evacuaron voluntariamente. La tormenta retrasó la búsqueda de los restos del barco de vapor de la Guerra Civil USS Monitor frente a la costa de Carolina del Norte. La Marina de los Estados Unidos trasladó barcos de la Base Naval de Norfolk a aguas abiertas para evitar daños en los muelles debido a las altas olas. El entonces gobernador de Virginia, George Allen, declaró el estado de emergencia debido a la amenaza del huracán.

## Impactos

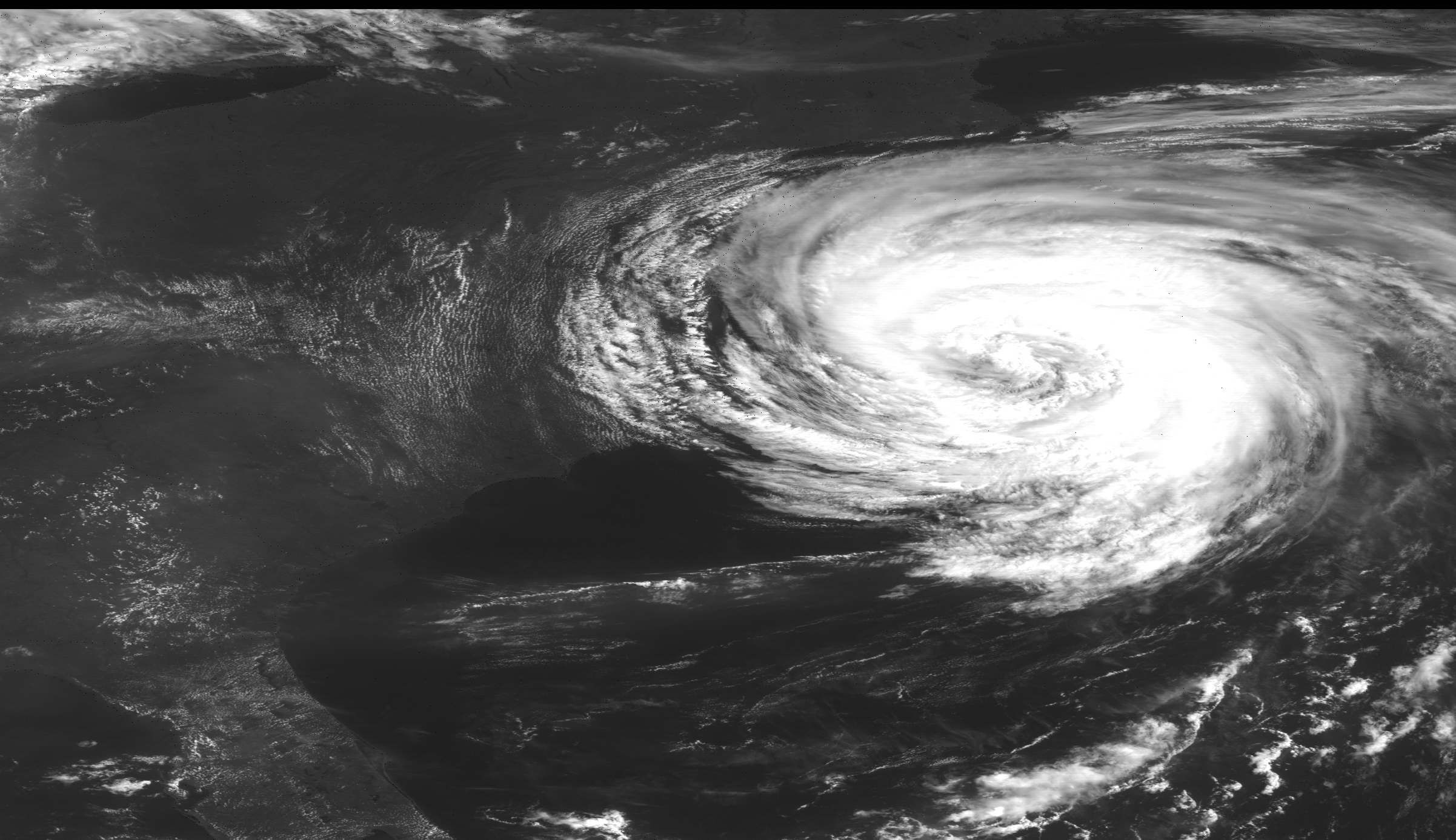
El huracán Félix frente a la costa de Carolina del Norte

### Puerto Rico
Aunque Félix no tocó tierra, su amplia circulación generó fuertes marejadas en gran parte del océano Atlántico occidental. En Puerto Rico, olas de entre 2,4 y 3,7 m (8 y 12 pies) causaron inundaciones costeras menores en Cataño.

### Bermudas
Al pasar al sur de Bermudas, Felix produjo vientos sostenidos de 63 mph (102 km/h) con ráfagas de hasta 80 mph (129 km/h). Los vientos fueron lo suficientemente fuertes como para derribar árboles y dejar a 20.000 personas sin electricidad, aunque la mayoría de los cortes se restablecieron rápidamente. El servicio de televisión también fue interrumpido. La tormenta también destruyó algunos barcos pesqueros y dañó hoteles en la costa sur de la isla, donde el oleaje prolongado y alto causó una considerable erosión de la playa. La calzada que conecta la isla de San David con tierra firme sufrió algunos daños, lo que contribuyó a pérdidas estimadas en 2,5 millones de dólares para las Bermudas. El paso del huracán pospuso la votación prevista para la independencia de Bermudas.

### Estados Unidos
Mientras se encontraba frente a la costa este de Estados Unidos, el huracán Félix generó fuertes olas y corrientes de resaca que causaron inundaciones costeras generalizadas y erosión de playas, llegando hasta Georgia en el sur y Maine en el norte. En Carolina del Norte, olas altas inundaron la Carretera 12 durante las mareas altas, y tres personas murieron. Félix pasó lo suficientemente cerca del estado como para generar ráfagas de viento de 69 km/h (43 mph) en Buxton, lo que causó daños materiales menores, estimados en 57.000 dólares estadounidenses (USD 1995). En algunas partes de Carolina del Norte, la tormenta aumentó las playas debido al desplazamiento de arena, incluida Long Beach, que creció 5 pies (1,5 m). Las playas a lo largo de Outer Banks y Virginia estuvieron cerradas durante varios días y alrededor de 200 personas necesitaron ser rescatadas en el condado de New Hanover, Carolina del Norte. El Servicio Meteorológico Nacional de Wakefield, Virginia, comparó los efectos de la tormenta con "un fuerte nordeste", con pocos daños en el sureste de Virginia. En los meses posteriores a la tormenta, se llevaron a cabo actividades de regeneración de playas a lo largo de los Outer Banks para reparar las costas erosionadas, al igual que en Virginia Beach.
El flujo terrestre del huracán interrumpió una ola de calor en Delaware y Maryland, mientras que el fuerte oleaje causó erosión y cierres de playas. Varias personas resultaron heridas en Nueva Jersey por el fuerte oleaje, y más de 150 personas requirieron rescate en Cape May. Olas de 10 pies (3.0 m) en Atlantic City obligaron a cerrar las playas por primera vez desde el huracán Gloria en 1985, y las playas estuvieron cerradas en toda la región durante unos cinco días. Hubo pequeñas inundaciones por mareas en el estado debido a mareas astronómicamente bajas, aunque se produjo una extensa erosión costera después de una semana de fuerte oleaje; en Ocean City, la tormenta erosionó unos 240 pies (73 m) de playas, dejando atrás acantilados de 10 pies (3.0 m). Cinco personas se ahogaron en el estado debido al fuerte oleaje. Mientras aún estaba en alta mar, Felix produjo ráfagas de viento de 36 mph (57 km/h) en Atlantic City. En Fire Island, Nueva York, las olas arrasaron dos casas. En Rhode Island, olas de entre 1,8 y 3 metros (6 y 10 pies) volcaron una embarcación en el río Sakonnet, causando la muerte de un pasajero. En Martha's Vineyard, Massachusetts, las olas alcanzaron los 4,6 metros (15 pies), y varias playas del estado fueron cerradas. En Maine, en Bailey Island, una mujer requirió ser rescatada tras ser arrastrada por una ola, quien sufrió hipotermia y heridas por cortes. Dos barcos langosteros se hundieron en el estado; uno de sus ocupantes requirió ser rescatado y el otro nadó hasta la orilla. Los daños a las embarcaciones ascendieron a 75.000 dólares (USD 1995).

### Nueva Escocia
Mientras el huracán Félix se acercaba a la costa este de Estados Unidos, produjo olas de 8 metros (26 pies) a lo largo de la costa de Nueva Escocia en un día soleado. Las playas estaban cerradas.

### Terranova y Labrador
Las boyas cercanas a la costa de Terranova registraron olas de 15 m (49 pies) de altura, mientras que las boyas situadas más lejos de la costa informaron olas de 27,5 m (82 pies). Las bandas de lluvia exteriores de la tormenta dejaron precipitaciones ligeras, con un máximo de unos 87 mm (3,43 mm) en el norte de Terranova.

### Europa occidental
En la costa de Caithness, en Escocia, las olas de los restos de Felix sumergieron una central experimental de energía undimotriz, dañándola aún más después de que olas anteriores dañaran el sistema.